# Manuel Montt
Manuel Montt Torres (Petorca, 4 novembre 1809 – Santiago del Cile, 21 settembre 1880) è stato un giurista e politico cileno.
Fu presidente del Cile dal 18 settembre 1851 al 18 settembre 1861.
Avvocato dal 1831, Montt fu rettore dell'Instituto Nacional (1835-1840) e ministro interinale della Corte Suprema (1837-1840). Eletto deputato conservatore (dal 1840), fu presidente della Camera dei deputati e ministro dell'Interno con il presidente José Joaquín Prieto Vial (1840-1841). Ministro di Giustizia, Culto e Pubblica Istruzione con il presidente Manuel Bulnes Prieto (1841), nominò il giurista Andrés Bello rettore dell'Università del Cile. Ancora ministro dell'Interno (1845) e poi ministro della Corte Suprema, fu il candidato governativo alla presidenza nel 1851: battuto il candidato liberale De la Cruz, dovette reprimerne la rivolta con l'aiuto di Bulnes, che conseguì la vittoria decisiva di Purapel.

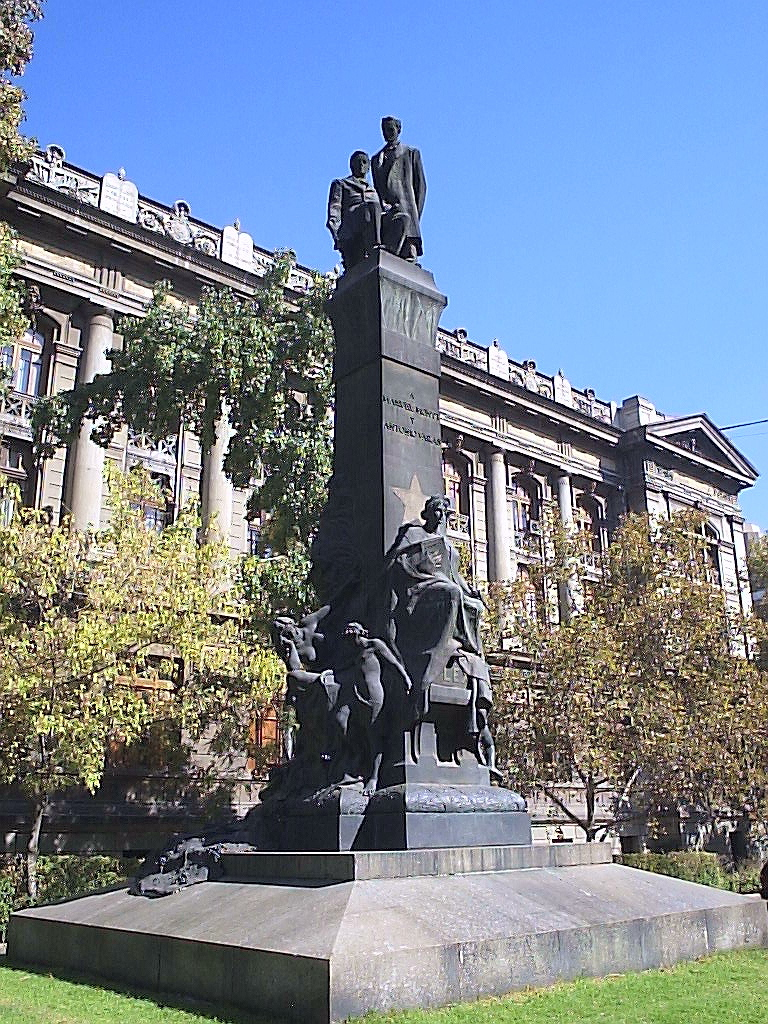
Monumento a Manuel Montt e Antonio Varas a Santiago del Cile, di Ernesto Biondi.

Insediatosi alla presidenza della nazione, Montt si adoperò per lo sviluppo e l'ammodernamento economico e sociale del paese.  Promulgò il Codice Civile, redatto da Bello (1857), e abolì definitivamente il maggiorasco. Il sistema tributario fu rinnovato sostituendo l'imposta del diezmo (decima) col catastro, venne favorita la suddivisione della proprietà rurale e il sistema bancario fu potenziato con l'istituzione della Cassa di Credito Ipotecario e della Cassa di Risparmio dei Dipendenti Pubblici. Furono estese le reti viaria, ferroviaria e telegrafica, proseguì la colonizzazione dei territori spopolati e fu fondata in Patagonia la città di Punta Arenas. Durante il suo governo fu incrementato il numero delle scuole primarie e fu riformato il piano degli studi. Rieletto nel 1856, Montt governò in modo autoritario, e nel 1859 dovette reprimere una nuova ribellione liberale.
Concluso il secondo mandato presidenziale, fu ancora ministro e presidente della Corte Suprema (1861-1880), deputato (1864) e senatore (1876-1880).
La città di Puerto Montt, capoluogo della Provincia di Llanquihue, porta il suo nome in suo onore.
Il figlio di Manuel Montt Torres, Pedro Montt Montt, fu a sua volta presidente del Cile dal 1906 al 1910.